# Johannes Stabius
Johannes Stabius (Steyr 1450 circa – Graz, 1º gennaio 1522) è stato un cartografo e storico austriaco che sviluppò, intorno al 1500, la mappa di proiezione a forma di cuore successivamente sviluppata ulteriormente da Johann Werner.

## Biografia
Johannes Stabius nel 1482 si iscrisse all'Università di Ingolstadt e nel 1484 ottenne il baccalaureato. Dopo anni di peregrinazioni che lo portarono da Norimberga a Vienna, insegnò matematica all'Università di Ingolstadt dal 1498 al 1503. Fu Conrad Celtis, che aveva conosciuto nel 1492, a condurlo nel 1503 all'Università di Vienna. Al servizio di Massimiliano I scrisse i versi per l'Arco trionfale, illustrati da Albrecht Dürer. 
Nel 1515 fu presentata la mappa del mondo di Dürer e Stabius.

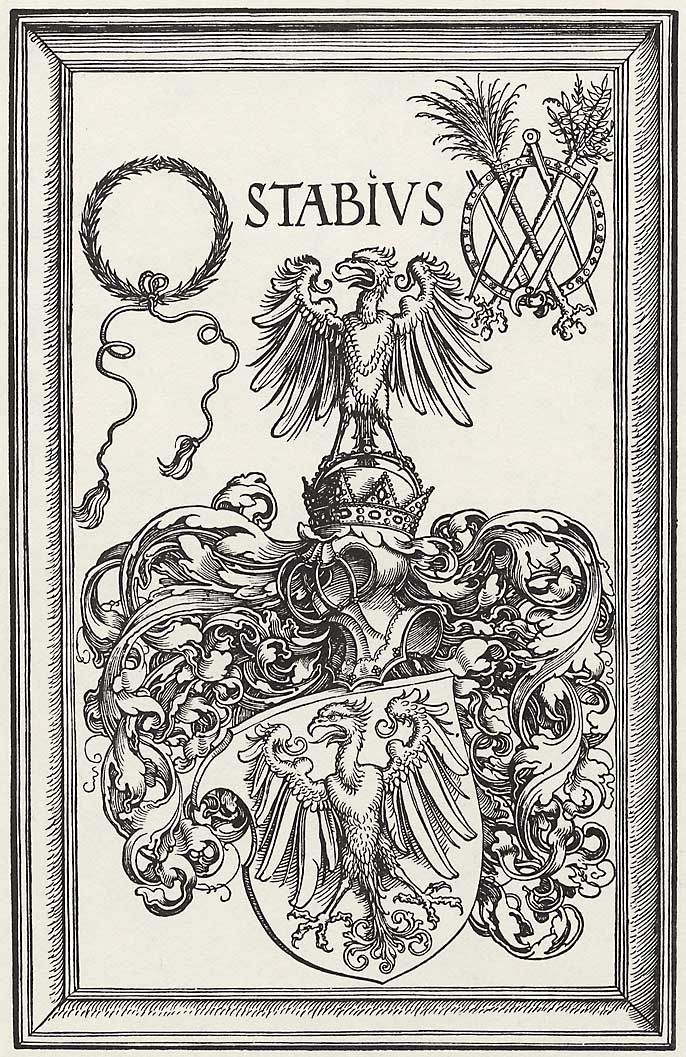
stemma di Stabius